# ロバート・マッコール
ロバート・マッコール（Robert McCall、1958年9月14日 - 1991年11月15日）は、カナダ出身の男性フィギュアスケート選手。1988年のカルガリーオリンピック・アイスダンス銅メダリスト。パートナーはトレイシー・ウィルソン。

## 経歴
- 1958年、ノバスコシア州ハリファックスに生まれた。
- 1982年から1988年までカナダフィギュアスケート選手権で7度の優勝。
- 1984年、サラエボオリンピックに出場し第8位。
- 1988年、地元開催のカルガリーオリンピックで銅メダルを獲得。直後の世界フィギュアスケート選手権後にアマチュアを引退し、プロに転向。同年、カナダ勲章受章。
- 1991年、エイズによりオタワで死去。33歳。
- 1999年、スコット・ハミルトンにより、ゲイであったことが公にされた[1]。

## 主な戦績
| 大会/年      | 1981-82 | 1982-83 | 1983-84 | 1984-85 | 1985-86 | 1986-87 | 1987-88 |
| ------------ | ------- | ------- | ------- | ------- | ------- | ------- | ------- |
| オリンピック |         |         | 8       |         |         |         | 3       |
| 世界選手権   | 10      | 6       | 6       | 4       | 3       | 3       | 3       |
| カナダ選手権 | 1       | 1       | 1       | 1       | 1       | 1       | 1       |